# 대본영 발표
대본영 발표(일본어: 大本営発表)는 태평양 전쟁 당시, 일본의 대본영(일본어: 大本営) 육군부(陸軍部)와 해군부(海軍部)에서 전시 상황 등에 공식적으로 발표하는 내용을 가리킨다.
당초는 전황(戰況) 그대로를 발표하고 있었지만, 아래에서 기재하는 대로 미드웨이 해전 무렵부터 손해의 축소 발표가 눈에 띄기 시작하면서 서서히 본질과는 거리가 떨어진 발표가 되고 말았다. 현재는 일본에서 '내용을 전혀 신용할 수 없는 허식적, 사기적인 공식적 발표'의 대명사가 되고 있다.

## 개요

### 첫 번째 발표
첫 번째의 대본영 발표는 1941년 12월 8일 오전 6시에 NHK 라디오로 보도된 것이다. 내용은 태평양 전쟁 개전(開戰)의 제1보였으며 차임 후 아나운서가 읽어갔다. 다음은 그 발표문이다.
| “ | 임시 뉴스를 말씀 드리겠습니다. 임시 뉴스를 말씀 드리겠습니다. 대본영 육해군부(陸海軍部), 12월 8일 오전 6시 발표. 제국 육해군은 오늘 8일 미명에 서태평양에서 미국, 영국군과 전투상태에 돌입했습니다. | ” |

### 발표의 횟수와 형식
대본영의 발표는 총 846회가 이루어졌다.

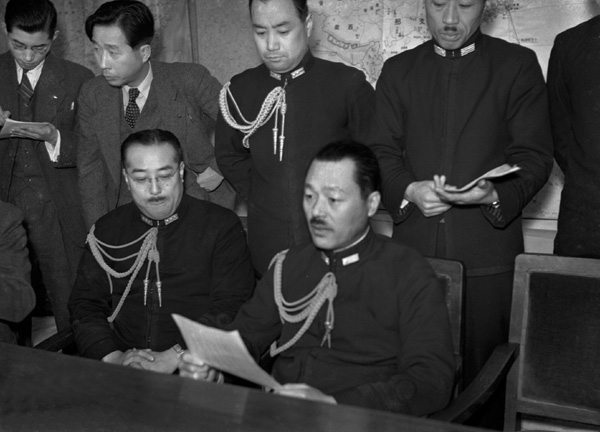
대본영해군부 발표(1941년 12월 8일)

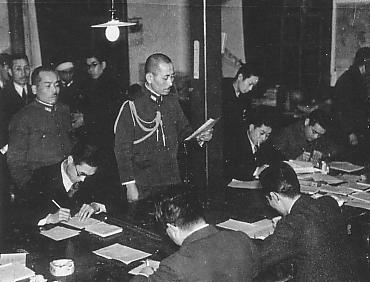
대본영육군부 발표(1942년 1월 3일)

발표 형식으로는 보도의 형태로 아나운서가 읽는 것과 육해군부의 보도 부장이 읽는 두가지 종류가 있었다. 라디오 발표에서는 방송 전후 등에 악곡이 연주되었는데, 승전을 알릴때는 '육군 분열 행진곡'(육군부 발표시), '군함 행진곡'(해군부 발표시), '적은 기만'(육해군부 공동 발표시) 등을 연주했으며, 패주 등 비장한 전과를 알릴 때는 다른 음악을 사용했다.

### 내용의 허식과 가식
전황이 유리할 때는 대체로 내용도 현실에 입각해서 발표하고 있었다. 하지만, 미드웨이 해전의 패배 후부터 해군 함대의 손실을 축소 발표 하기 시작한다. 과달카날섬 철퇴를 '전진'이라고 표현하기도 했으며, 렌넬 섬 해전의 무렵부터는 현실과 완전히 괴리한 허위보도가 이루어지고 있다. 또한, 점령지 수비대의 전멸을 '옥쇄'(玉砕)라고 미화해 표현하기도 한다.
덧붙여서, 대본영이 전황을 정확하게 파악하지 않고 현장 지휘관이 보고한 전황의 좋은 전과를 그대로 발표했기 때문에 현실과 괴리한 보도를 정작 대본영 자신도 파악하지 못했을 경우도 많았다. 그래서 자주 일본군 현지 사령관이 그걸 액면대로 믿어 비참한 결과를 부르고 있다.

### 발표의 임종
대본영 발표 방송은 전투 행위가 계속되고 있던 1945년 8월 14일, 제840회에서 실질적으로 종료되었다. 그 다음부터는 대본영급제국정부발표(大本営及帝国政府発表)라는 명칭으로 제841회(8월 21일 오후 1시), 제842회(8월 21일 오후 5시), 제843회(8월 22일 오후 3시 30분), 제844회(8월 23일 오후 5시 30분), 제845회(8월 24일 오후 5시 30분), 제845회(8월 24일 오후 5시 30분), 제846회(8월 26일 오전 11시)까지 총 6번 이루어졌다. 내용은 제국 육해군부의 입장 발표가 아니고 미국을 중심으로 한 연합군의 일본 점령과 관련된 사항을 전하는 것에 주력했다. 마지막 발표(제846회)의 전문(全文)은 아래와 같다.
| “ | 본 8월 26일 이후 실시 예정인 연합국의 군대의 제1차 진주 일정중 연합국 함대의 사가미 만 입항 이외에는 각각 48시간 연기한다. | ” |

## 현대 일본에서의 대본영 발표
오늘날 일본에서는 정보를 조작하고 정부나 유력한 조직 및 단체, 유명인을 일방적으로 홍보하는 행위, 정부 홍보, 백서, 조직, 단체, 매스컴에 의해 행해지는 '공식 발표'를 야유해 '대본영 발표'라고 부르고 있다.
대체로 '정보원을 확신할 수 없는 것, 의도적으로 조작된 것 혹은 허위의 확률이 매우 높은 정보'라는 의미로 현대 일본에서 사용되고 있으며 '전혀 신용할 수 없는 정보'의 동의어로 사용되고 있다. 또는 발표자 측이 사전에 '질문은 일절 받지 않습니다.'라는 일방적 발표의 의견이나 정보를 가리키기도 한다.

## 참고 문헌
- 富永謙吾『大本営発表の真相史』（自由国民社, 1970年）
- 平櫛 孝『大本営報道部 言論統制と戦意昂揚の実際』（光人社NF文庫, 2006年） ISBN 4-7698-2485-8
- 保阪正康『大本営発表は生きている』（光文社新書, 2004年） ISBN 4-334-03242-7